# Тріян (Вале)
Тріян (фр. Trient) — громада  в Швейцарії в кантоні Вале, округ Мартіньї.

## Географія
Громада розташована на відстані близько 105 км на південь від Берна, 35 км на південний захід від Сьйона.
Тріян має площу 39,6 км², з яких на 0,9% дозволяється будівництво (житлове та будівництво доріг), 10,2% використовуються в сільськогосподарських цілях, 33,9% зайнято лісами, 54,9% не є продуктивними (річки, льодовики або гори).

## Демографія
2019 року в громаді мешкало 165 осіб (+12,2% порівняно з 2010 роком), іноземців було 18,2%. Густота населення становила 4 осіб/км².
За віковим діапазоном населення розподілялося таким чином: 15,2% — особи молодші 20 років, 66,7% — особи у віці 20—64 років, 18,2% — особи у віці 65 років та старші. Було 67 помешкань (у середньому 2,2 особи в помешканні).
Із загальної кількості 62 працюючих 4 було зайнятих в первинному секторі, 10 — в обробній промисловості, 48 — в галузі послуг.